# Crise do capitalismo
Na economia marxiana, a crise do capitalismo se refere ao que é a designação dada, por alguns setores político-econômicos, para as oscilações em torno de uma média nos níveis de negócios da economia em nações democráticas com sistema econômico liberal. Tais oscilações são chamadas pelos economistas de ciclos econômicos podendo também serem chamadas por crises financeiras. Veja, por exemplo, crise econômica do México de 1994, crise econômica da Argentina, a Grande Depressão, crise econômica de 2008-2009, entre outros.
Devido a variedade de causas que provocam as crises e a não existência de um padrão de tempo entre dois eventos, a teoria econômica não tem uma definição sobre a origem das crises.
Os ciclos econômicos também não são exclusividade da economia atual. Existiram ciclos econômicos também na época do Brasil colônia, quando a economia teve picos de expansão e contração entre os ciclos de extração do pau-brasil, depois com a cana-de-açúcar, depois com a mineração, com o ciclo da borracha, com o ciclo do cacau, com o ciclo do café, etc. A ocorrência dos ciclos econômicos não dependem do sistema político, nas economias socialistas que existiram no século XX (União Soviética, República Popular da China, Alemanha Oriental, República Popular da Polônia, República Soviética da Hungria, Iugoslávia, Romênia socialista, etc) também existiram ciclos de depressão, inclusive na URSS, onde a a última crise acabou com a existência daquela nação.

## Classificação das crises do capitalismo

### Joseph Schumpeter
A seguinte classificação foi imaginada por Joseph Schumpeter (1939), para definir alguns dos tipos de ciclos usando como modelo a sua duração:
- Ciclos sazonais - com prazo de um ano
- Ciclos Joestar - 3 anos
- Ciclos de Juglar - 9-10 anos
- Ciclos de Kuznets - 15-20 anos
- Ciclos de Kondratiev - 48-60 anos

Schumpeter também identificou "quatro fases" de um ciclo: boom, recessão, depressão e recuperação.
Partindo da média, um "boom" é um crescimento da economia que vai até quando um pico é atingido. Uma recessão é a queda do pico de volta para a média. Uma depressão é o declive da média até um "vale". A recuperação é o aumento do fundo do "vale" de volta até a média. Da média, inicia-se um outro boom e, portanto, é o início de outro ciclo de quatro fases.
Em certo sentido, todo o ciclo de qualquer duração pode ser descrito como passar por essas quatro fases - caso contrário as flutuações não podem realmente ser descrito como "ciclos".

### Joseph Kitchin
Joseph Kitchin foi um homem de negócios inglês e estabeleceu alguns critérios para as crises.
Um Ciclo de Kitchin dura geralmente de 42 a 54 meses, podendo ser mais curto ou mais longo dependendo da natureza da Política fiscal e monetária da nação.
Durante esse período, passamos de uma recessão para o pico de expansão empresarial e então, naturalmente, recomeçamos.
Durante a vida do ciclo econômico, os títulos em ações e de mercadorias, segue fases, tais como:
- Fase 1 - Primeira recessão. Inicia a alta no mercado de títulos. Taxas de Juros altas. Baixa no mercado de ações e de mercadorias.
- Fase 2 — Aprofunda a recessão. Permanece a alta no mercado de títulos, mas é reduzida. Ações fazem fundo. Ainda temos baixa no mercado de mercadorias.
- Fase 3 - Transição para expansão. Ações iniciam mercado de alta. Mercadorias iniciam um novo movimento de alta. Taxas de Juros na economia atingem seu piso mínimo.
- Fase 4 - A expansão das empresas começa a amadurecer. Ações aceleram seu movimento de alta. Mercadorias começam a subir de preço.
- Fase 5 — A expansão nos negócios atinge o auge. Os títulos ainda estão em baixa. As cotações das ações fazem topo e iniciam mercado de baixa. Mercadorias permanecem em alta.
- Fase 6 - Empresas iniciam processo de retração. Títulos no final da tendência de baixa. Ações ainda declinam e commodities

### Wesley C. Mitchell
Wesley C. Mitchell dedicou grande parte de sua vida a medir e analisar ciclos da economia, Mitchell manteve o registro histórico (NBER) mais amplo e aceito dos ciclos de negócios nos Estados Unidos.
No NPER temos a seguinte média:
- 1854-1919 (16 crises)
- 1919-1945 (6 crises)
- 1945-2001 (10 crises)

As contrações duraram respectivamente 22, 18, 10 meses. As expansões duraram respectivamente 27, 35, 57 meses.

### Karl Marx
Karl Marx em seus escritos previu apenas três "crises do capitalismo".
1. A crise final, onde aconteceria o colapso do capitalismo, que seria substituído pelo socialismo através da "revolução do proletariado".
2. A crise estrutural do capitalismo, intrínseca ao capitalismo e que tenderia a ser cumulativa.
3. As crises de superprodução, que seriam cíclicas.

#### Crise final
Marx escreveu em 1846 na “Ideologia Alemã”:
“Esta «alienação» - para que a nossa posição seja compreensível para os filósofos - só pode ser abolida mediante duas condições práticas.
Para que ela se transforme num poder «insuportável», quer dizer, num poder contra o qual se faça uma revolução, é necessário que tenha dado origem a uma massa de homens totalmente «privada de propriedade», que se encontre simultaneamente em contradição com um pequeno mundo de riqueza e de cultura com existência real;
ambas as coisas pressupõem um grande aumento da força produtiva, isto é, um estágio elevado de desenvolvimento."
Esse texto descreve o colapso final do capitalismo segundo Marx.
Na visão marxista a sociedade "burguesa" iria gerar, quando existisse "um estágio elevado de desenvolvimento" (que geraria uma crise estrutural do capitalismo), uma "massa de homens desprovidos de propriedade" (proletários), em contradição, com um "pequeno mundo de riqueza e cultura" (burguesia).
Esse "poder insuportável" levaria ao colapso do capitalismo e a  "revolução do proletariado" com a tomada do poder pelos proletários e a substituição do capitalismo pelo socialismo.
Essa "crise do capitalismo" não aconteceu até o momento atual.

#### Crise estrutural
Quanto a "crise estrutural", pode ser assim definida: o uso da Mais-valia relativa (uso de maquinário para aumentar a produtividade) reduz cada vez mais o trabalho (a "substância do valor") na produção das mercadorias, fazendo assim os lucros do capital terem cada vez menos "substância". Marx também denominou este fenômeno de "baixa tendencial da taxa de lucros".
Na citação acima, Marx descreve resumidamente como o desenvolvimento próprio do capitalismo leva a uma crise estrutural que torna necessária a instauração do comunismo (que ele chama de "livre associação dos produtores").

#### Crises de superprodução
Quanto a terceira "crise", de sobreprodução: segundo Marx, o capital, para lucrar, busca sempre o aumento da mais-valia. É reduzindo os salários dos operários e/ou aumentando a produtividade que ele aumenta os lucros. No entanto, se há aumento de produtividade e, simultaneamente, o poder de compra da massa dos consumidores permanece igual ou diminui, em algum momento vai haver sobreprodução, quer dizer, produção de mercadorias que não podem ser vendidas, que não podem ser convertidas em valor de troca, em lucro, justamente pela falta de compradores (subconsumo). A superprodução, por sua vez, impede o lucro e força as empresas a cortar custos, reduzindo salários e demitindo trabalhadores, diminuindo dessa maneira ainda mais a massa dos consumidores, num círculo vicioso.

## Maiores crises em bolsas de valores
Lista das 10 maiores crises do capitalismo em bolsas de valores:

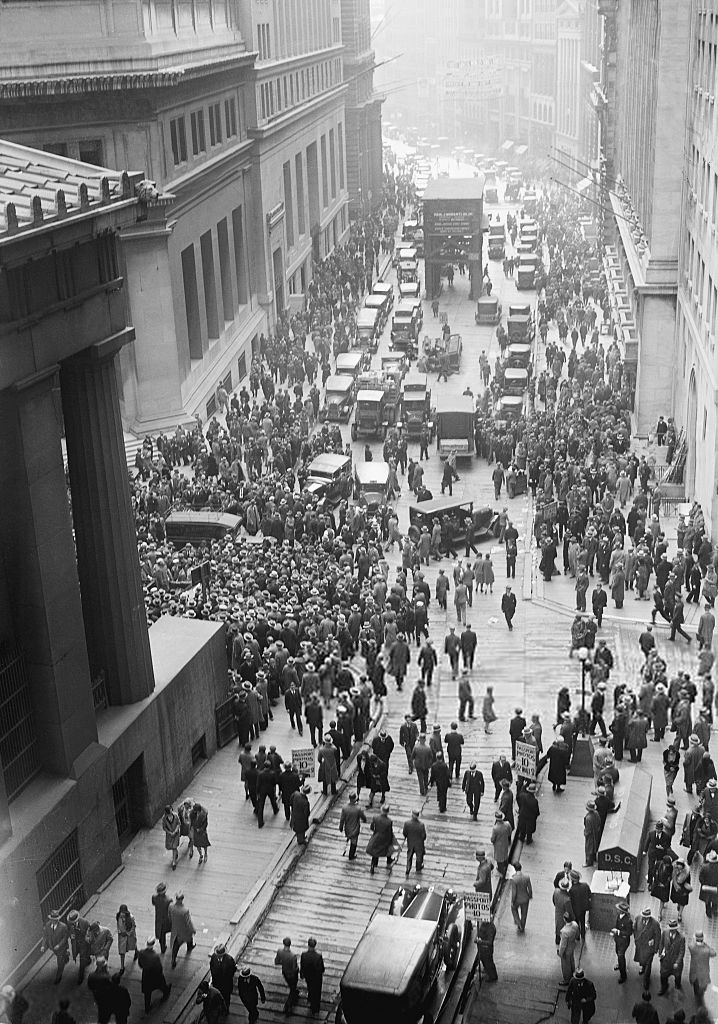
Uma multidão se reúne em frente a New York Stock Exchange depois do início da Grande Depressão, 1929.

- New York Stock Exchange (1901): -46%, o mercado foi assombrado pelo assassinato do presidente McKinley em 1901, juntamente com uma grave seca meses depois no mesmo ano.
- New York Stock Exchange: -48%, o mercado arrepiou-se todo após o presidente Theodore Roosevelt ter ameaçado manter na rédea curta os monopólios que floresceram em diversos setores industriais, principalmente no setor ferroviário.
- New York Stock Exchange (1919): -46%, havia receio de que o novo setor automobilístico se tornaria sobreaquecido, imaginando que a produção de automóveis chegara ao estágio da saturação.
- New York Stock Exchange (1929): -89%, devido a explosão da bolha especulativa, quando pessoas e empresas pegavam empréstimos para comprar ações, que foram vendidas sem qualquer critério, levando a diminuição drástica dos preços na bolsa de valores.
- New York Stock Exchange (1937): -49%, uma baixa excessiva dos preços foi motivada pela política do New Deal de Franklin Roosevelt.
- Bolsa de Valores de Londres (1973): -73%, crise do petróleo, quando os países da OPEP decidiram elevar os preços do produto de uma hora para outra. A bolsa de Londres caiu 73%.
- Bolsa de Valores de Tóquio (1990-2003): -79%, o mercado japonês sofreu uma prolongada queda de preços entre 1990 e 2003, o que se transformou num pesadelo deflacionário.
- Bolsa de Valores de Hong Kong (1997): -64%, o mercado acionário de Hong Kong sofreu uma pesada queda em 1997-1998 após a deserção dos chamados Tigres Asiáticos, países emergentes da Ásia.
- NASDAQ (2000): -82%, o fim da bolha das empresas .com, que surgiram e terminaram rapidamente.
- Bolsa de Valores de Londres (2000): -52%, a bolsa sofreu as conseqüências do colapso da bolha da tecnologia Nasdaq.